# Kyren Taumoefolau
Pas d'image ? Cliquez ici

a Compétitions nationales et continentales officielles uniquement.

b Matchs officiels uniquement.
Dernière mise à jour le 7 mars 2024.
Kyren Taumoefolau, né le 8 mai 2003 en Nouvelle-Zélande, est un joueur international tongien de rugby à XV et international à sept évoluant au poste d'ailier.

## Biographie

### Jeunesse et formation
Kyren Taumoefolau naît le 8 mai 2023 en Nouvelle-Zélande de parents tongiens,.
Dans sa jeunesse, Kyren Taumoefolau a joué pour l'équipe de rugby à XV du Marlborough Boys' College (en).
En mars 2023, il est nommé dans l'effectif des moins de 20 ans des Moana Pasifika. En novembre suivant, il est inclus dans l'effectif development (espoir) de la franchise pour la saison 2024 de Super Rugby.
Finalement, début mars 2024, il fait ses débuts professionnels avec les Moana Pasifika en Super Rugby face aux Fijian Drua.

### Carrière internationale
À l'âge de 19 ans, il est appelé dans l'équipe des Tonga de rugby à sept, en vertu de ses origines tongiennes, pour prendre part à trois étapes des World Rugby Sevens Series 2022-2023.
En juillet 2023, l'ailier obtient sa première cape internationale avec l'équipe des Tonga de rugby à XV lors d'un test-match contre les Fidji une semaine après un match contre l'Australie A,. Il inscrit ensuite deux essais contre le Canada en préparation de la Coupe du monde 2023. Sélectionné pour la Coupe du monde en tant que plus jeune joueur de l'équipe tongienne, il entre en jeu seulement contre la Roumanie en fin de match (13 minutes disputées) et en profite pour marquer un essai.